# Нічні звірі (фільм)
«Нічні звірі» (англ. Nocturnal Animals) — американський драматичний фільм-трилер, знятий Томом Фордом за романом «Тоні і Сьюзен» американського письменника Остіна Райта. Світова прем'єра стрічки відбулась 2 вересня 2016 року на Венеційському кінофестивалі. Фільм розповідає про Сьюзен Морроу, яка отримує від колишнього чоловіка Едварда рукопис його нового великого роману «Нічні звірі».
Український переклад зробила студія Цікава ідея на замовлення Гуртом.

## Сюжет

### Реальний світ
Директор картинної галереї Сьюзен Морроу отримує рукопис роману, який написав її відчужений колишній чоловік Едвард Шеффілд. Також Едвард запрошує її на вечерю під час його майбутнього візиту в Лос-Анджелес. Будучи розчарованою своїм теперішнім шлюбом з невірним бізнесменом Гаттоном Морроу, Сьюзен починає читати роман «Нічні звірі». Роман присвячений їй і названий за прізвиськом, яке Едвард дав Сьюзен.

### Роман
Тоні Гастінгс — сім'янин, який стикається з трьома місцевими хуліганами — Реєм, Лу і Терком — під час поїздки на автомобілі з дружиною і дочкою через Західний Техас. Змушений з'їхати з дороги, Тоні не в спромозі перешкоджати хуліганам Рею і Терку, які викрадають його дружину Лору і дочку Індію на його ж машині. Він залишається з Лу, який змушує його керувати машиною Рея до кінця дороги, де Тоні викидають з автомобіля. Тоні зміг заховатися від Рея і Лу, коли вони повернулися знайти його, після чого він вийшов на трасу й дістався до найближчого сільського дому, щоб зателефонувати до поліції.
Детектив Роберто «Боббі» Андес розслідує справу і разом із Тоні виявляє тіла Лори та Індії поруч із занедбаною фермою, де їх згвалтували та вбили. Тоні страждає від почуття провини. Андес звертається до нього через рік з проханням впізнати Лу, якого звинувачують у співучасті у вбивстві Лори та Індії.
Під час невдалого пограбування Терка застрелили. Рей залишається останнім злочинцем, який повинен постати перед судом. Андес арештує Рея, але змушений відпустити його, оскільки є лише непрямі докази його вини. Перебуваючи на межі відставки і оскільки йому діагностують рак легенів, Андес вирішує взяти справи в свої руки і з допомогою Тоні викрадає Рея і Лу. При спробі останніх втекти, Андес вбиває Лу, але Рею вдається зникнути.
Тоні самостійно вистежує Рея до хатини, де вбили Лору та Індію. Рей зізнається в згвалтуванні та вбивстві дружини і дочки Тоні, називаючи його слабким. Тоні вбиває Рея, але той осліплює Тоні, вдаривши його по голові залізним прутом. Тоні виходить надвір, спотикається і помирає після падіння на свій пістолет, який вистрілив йому в живіт.

### Реальний світ (продовження)
Шокована похмурим змістом і сильними емоціями роману, Сьюзен згадує про побачення з Едвардом в коледжі і їх процвітаючі стосунки, проти яких виступала Енн Саттон, владна мати Сьюзен. Вона стверждувала, що Едвард не гідний почуттів Сьюзен і що через його романтичний світогляд йому не вистачає бажання, щоб справді досягнути своїх цілей. Сьюзен проігнорувала заперечення матері і одружилася з Едвардом.
Сьюзен продовжує читати роман. Вона згадує про свій складний і нетривалий шлюб з Едвардом, який затьмарювався її розчаруванням і зневажливим ставленням до його літературних прагнень. Все закінчилося, коли Сьюзен зрадила йому з Гаттоном. В результаті пара розлучилася, а Сьюзен одружилася з Гаттоном. Едвард спробував налагодити стосунки, але остаточно розірвав їх, дізнавшись, що Сьюзен, яка була вагітною від нього, зробила аборт, щоб її більше ніщо з ним не пов'язувало.
Сьюзен дочитує роман і домовляється про зустріч з Едвардом у ресторані. Вона приходить першою і довго сидить в очікуванні. Ресторан поступово пустішає, але Едвард так і не прийшов.

## У ролях

### Реальний світ
- Емі Адамс — Сьюзен Морроу
- Джейк Джилленгол — Едвард Шеффілд
- Армі Гаммер — Гаттон Морроу
- Лора Лінні — Енн Саттон
- Андреа Райзборо — Алесія Голт
- Майкл Шин — Карлос Голт
- Заві Ештон — Алекс
- Боббі Сальвер Менуез[en] — Саманта Морроу
- Крістін Бауер — Саманта Ван Гельсінг

### Роман
- Джейк Джилленгол — Тоні Гастінгс
- Майкл Шеннон — детектив Роберто «Боббі» Андес
- Аарон Тейлор-Джонсон — Рей Маркус, садистський ватажок банди
- Айла Фішер — Лора Гастінгс, дружина Тоні
- Еллі Бамбер — Індія Гастінгс, донька Тоні
- Карл Ґлусман — Лу Бейтс, член банди
- Роберт Арамайо — Стів «Тюрк» Адамс, член банди

## Виробництво
Зйомки фільму почались 5 жовтня 2015 року в Лос-Анджелесі.

## Сприйняття критикою
На сайті-агрегаторі рецензій Rotten Tomatoes фільм має 73 % «свіжості» на основі 301 рецензії із середнім рейтингом 7,00/10. Критичний консенсус сайту стверджує: «Добре зіграні і красиві, „Нічні звірі“ ще раз підкреслюють характерну візуальну та оповідну майстерність сценариста і режисера Тома Форда». На Metacritic стрічка отримала 67 балів зі 100 на основі 45-и рецензій від кінокритиків, що свідчить про «загалом позитивні рецензії».

## Нагороди й номінації
| Список нагород і номінацій                | Список нагород і номінацій | Список нагород і номінацій                       | Список нагород і номінацій     | Список нагород і номінацій | Список нагород і номінацій |
| Кінопремія                                | Дата церемонії             | Категорія                                        | Номінант(и)                    | Результат                  | Дж                         |
| ----------------------------------------- | -------------------------- | ------------------------------------------------ | ------------------------------ | -------------------------- | -------------------------- |
| Венеційський кінофестиваль                | 10 вересня 2016            | Золотий лев                                      | «Нічні звірі»                  | Номінація                  | [ 6 ]                      |
| Венеційський кінофестиваль                | 10 вересня 2016            | Гран-прі журі                                    | «Нічні звірі»                  | Перемога                   | [ 6 ]                      |
| Кінопремія Голлівуду                      | 6 листопада 2016           | Найкращий режисерський прорив                    | Том Форд                       | Перемога                   | [ 7 ]                      |
| Премія «Вибір критиків»                   | 11 грудня 2016             | Найкращий актор другого плану                    | Майкл Шеннон                   | Номінація                  | [ 8 ]                      |
| Премія «Вибір критиків»                   | 11 грудня 2016             | Найкращий адаптований сценарій                   | Том Форд                       | Номінація                  | [ 8 ]                      |
| Премія «Вибір критиків»                   | 11 грудня 2016             | Найкраща операторська робота                     | Шеймас Мак-Гарві               | Номінація                  | [ 8 ]                      |
| Асоціація кінокритиків Чикаго             | 15 грудня 2016             | Найкращий актор другого плану                    | Майкл Шеннон                   | Номінація                  | [ 9 ]                      |
| Асоціація кінокритиків Остіна             | 28 грудня 2016             | Найкращий актор другого плану                    | Майкл Шеннон                   | Номінація                  | [ 10 ] [ 11 ]              |
| Асоціація кінокритиків Остіна             | 28 грудня 2016             | Найкращий адаптований сценарій                   | Том Форд                       | Номінація                  | [ 10 ] [ 11 ]              |
| Премія AACTA                              | 6 січня 2017               | Найкращий актор другого плану                    | Майкл Шеннон                   | Номінація                  | [ 12 ] [ 13 ]              |
| Національна спілка кінокритиків США       | 7 січня 2017               | Найкращий актор другого плану                    | Майкл Шеннон                   | 3 місце                    | [ 14 ]                     |
| Премія «Золотий глобус»                   | 8 січня 2017               | Найкращий режисер                                | Том Форд                       | Номінація                  | [ 15 ] [ 16 ]              |
| Премія «Золотий глобус»                   | 8 січня 2017               | Найкраща чоловіча роль другого плану — кінофільм | Аарон Тейлор-Джонсон           | Перемога                   | [ 15 ] [ 16 ]              |
| Премія «Золотий глобус»                   | 8 січня 2017               | Найкращий сценарій                               | Том Форд                       | Номінація                  | [ 15 ] [ 16 ]              |
| Премія Гільдії кіноакторів США            | 29 січня 2017              | Найкращий каскадерський ансамбль                 | «Нічні звірі»                  | Номінація                  | [ 17 ]                     |
| Міжнародний кінофестиваль у Санта-Барбарі | 3 лютого 2017              | Премія «Віртуози»                                | Аарон Тейлор-Джонсон           | Перемога                   | [ 18 ]                     |
| Премія БАФТА                              | 12 лютого 2017             | Найкращий режисер                                | Кеннет Лонерган                | Номінація                  | [ 19 ]                     |
| Премія БАФТА                              | 12 лютого 2017             | Найкращий актор                                  | Джейк Джилленгол               | Номінація                  | [ 19 ]                     |
| Премія БАФТА                              | 12 лютого 2017             | Найкращий актор другого плану                    | Аарон Тейлор-Джонсон           | Номінація                  | [ 19 ]                     |
| Премія БАФТА                              | 12 лютого 2017             | Найкращий адаптований сценарій                   | Том Форд                       | Номінація                  | [ 19 ]                     |
| Премія БАФТА                              | 12 лютого 2017             | Найкращий оператор                               | Шеймас Мак-Гарві               | Номінація                  | [ 19 ]                     |
| Премія БАФТА                              | 12 лютого 2017             | Найкраща музика                                  | Абель Коженьовський            | Номінація                  | [ 19 ]                     |
| Премія БАФТА                              | 12 лютого 2017             | Найкращий художник-постановник                   | Шейн Валентино, Мег Еверіст    | Номінація                  | [ 19 ]                     |
| Премія БАФТА                              | 12 лютого 2017             | Найкращий грим і зачіски                         | Дональд Моуот, Іоланда Тоусінг | Номінація                  | [ 19 ]                     |
| Премія БАФТА                              | 12 лютого 2017             | Найкращий монтаж                                 | Джоан Собел                    | Номінація                  | [ 19 ]                     |
| Премія Гільдії сценаристів США            | 19 лютого 2017             | Найкращий адаптований сценарій                   | Том Форд                       | Номінація                  | [ 20 ]                     |
| Премія «Супутник»                         | 19 лютого 2017             | Найкращий фільм                                  | «Нічні звірі»                  | Номінація                  | [ 21 ]                     |
| Премія «Супутник»                         | 19 лютого 2017             | Найкращий режисер                                | Том Форд                       | Номінація                  | [ 21 ]                     |
| Премія «Супутник»                         | 19 лютого 2017             | Найкраща актриса                                 | Емі Адамс                      | Номінація                  | [ 21 ]                     |
| Гільдія художників з костюмів             | 21 лютого 2017             | Найкращі костюми в сучасному фільмі              | Аріанна Філліпс                | Номінація                  | [ 22 ]                     |
| Премія «Оскар»                            | 26 лютого 2017             | Найкраща чоловіча роль другого плану             | Майкл Шенон                    | Номінація                  | [ 23 ] [ 24 ]              |
| Премія «Імперія»                          | 19 березня 2017            | Найкращий трилер                                 | «Нічні звірі»                  | Номінація                  | [ 25 ]                     |
| Премія «Давид ді Донателло»               | 27 березня 2017            | Найкращий іноземний фільм                        | «Нічні звірі»                  | Перемога                   | [ 26 ]                     |